# Єнералка (замок)
Малий замок Єнералка (чеськ. Malý zámek Jenerálka) — архітектурна пам'ятка кінця 18 — початку 19 століття. Знаходиться в історичному районі Праги Єнералка, округ Прага 6.

## Історія
Наприкінці 18 століття селище Єнералка було здебільшого вкрито виноградниками, які раніше належали Страговому монастирю. Після реформи проведеної імператором Йосипом ІІ у 1782 році, землі що належали монастирям, були секуляризовані. Під опікунством монахів залишилася лише церква св. Яна Непомуцького. Після секуляризації селище почало розширюватися, і у 90-х роках 18 століття було закладено основу малого замку, побудовані деякі допоміжні приміщення. Одначе власник цієї землі не впорався з господарством і 11 жовтня 1826, не завершивши будівництво, продав виноградники і споруди багатому власнику пекарень з Малої Страни Ігнацу Комму (чеськ. Ignac Komm) за 14 650 флоринів. Комм перепланував замок і на початку 1828 року довів будівництво до кінця. На той час Єнаралка був одним з найкрасивіших малих замків Праги. За рік після закінчення будівництва Комм продав замок Кріштофу Крессу за 22 000 флоринів. Кріштоф Кресс (чеськ. Krištof Kress) офіційно вважається першим власником замку.
Власники замку наприкінці 19 — початку 20 століть використовували його здебільшого для сільськогосподарських потреб. Усі споруди окрім головного будинку були призначені для цього. У 1922 році Легіо-банк придбав замок і навколишні території для потреб Соціального інституту Легіонерів. Замок, та навколишні споруди було реконструйовано у 1923-26 роках в унікальному псевдо-бароковому стилі (див. опис нижче). У самому замку розмістився Соціальний інститут Легіонерів, а також бібліотека, клуб, офіси, дві кімнати для занять тощо В реконструйованих навколишніх будинках розмістилося 168 відставних легіонерів, більшість з родинами. Майже всі з них, окрім недієздатних інвалідів, мали можливість вести своє власне невеличке господарство, на додаток до загального господарства для потреб усієї громади. У будинку С крім того була загальна їдальня, а у будинку Е знаходився актовий зал.
Перед початком Другої Світової Війни, коли Чехія попала під протекторат нацистської Німеччини, легіонери були вислані з замку, і тут розмістився місцевий штаб Гестапо. У 1942 році Гестапо створило тут інтернат для дітей відомих чеських політиків, воєнних та громадських діячів, що їх було вбито або ув'язнено. Передбачалося, що ці діти мають бути прийняті у родини німецьких офіцерів. У 1942-43 роках тут проживало близько 50 дітей, серед них були діти д-ра Шамала, канцлера адміністрації Президента ЧСР, генерала Бочека, міністра Чікла, та інші. Під кінець 1943 всіх дітей було вивезено з замку (більша частина з них була прийнята до німецьких офіцерських родин), а тут було створено архів Гестапо, для роботи над яким було привезено деяких політв'язнів з Терезину, серед яких також було чимало відомих в Чехії громадських діячів, наприклад: д-р Крофта, Дерер, письменник Квапіл, Країна, Груби.
Після війни у замку знову розмістилися легіонери, але не надовго. Після приходу до влади уряду Ґотвальда, замок було передано до Технічного департаменту Міністерства оборони, який перемістив сюди воєнні дослідницько-виробничі фабрики з Судетської області. Тут мешкали 16 військових інженерів з родинами у спеціально зведеному для цього будинку, який було зруйновану у 1995 під час реконструкції замку. З 1953 року воєнні дослідження проводилися національною компанією Тесла. Таким чином, до Оксамитової революції замок слугував цілям воєнної промисловості.
Після революції держава не була сильно зацікавлена в воєнних дослідженнях, що їх проводила Тесла, тож компанія вирішила розпродати значну частину власності, у тому числі і замок Єнералка. Наприкінці листопада 1993 року тендер виграла Європейська Баптистська Федерація, що і стала власником замку і прилеглої території з січня 1994 року. Протягом 1994-97 років тривала реконструкція замку, якому було повернено вид початку 1920-х. Більша частина будинків, побудованих під час комуністичного керівництва, була зруйнована, а деякі реконструйовані для цілей Міжнародної баптистської богословської семінарії, що переїхала сюди зі Швейцарії у 1997 році.

## Короткий опис архітектури
Головний будинок, тобто сам замок (будинок А) — є двоповерховою спорудою з мансардним дахом, що увінчаний невеличкою вежею та флюгером у вигляді півня, та псевдо-бароковим фасадом. Посередині ризаліту на другому поверсі з центрального залу виходить невеличкий балкон. Невеличкий двір під балконом закінчується подвійними сходами, увінчаними фігурками двох Амурів, що спускаються до «англійського» парку. З оборотної сторони замку знаходиться внутрішній двір, оточений ще трьома будинками. Будинки В і D являють собою не дуже точну дзеркальну копію одне одного. Навпроти замку знаходиться будинок С, триповерховий, з різним оздобленням даху. Посередині внутрішнього двору збудовано невеличкий фонтан (1997 року).

## Сучасність
З 1994 року замок і більша частина сусідніх споруд належить Європейській Баптистській Федерації. На території замку знаходяться Міжнародна баптистська теологічна семінарія Європейської Баптистської Федерації, готель Єнералка (також належить ЄБФ), англомовний дитячий садок «Neverland», гуртожитки МБТС та Празького коледжу (англ. Prague College). Малий замок Єнералка має «Англійський» парк, поруч розташований Природний парк Дівока Шарка

## Власники
- 1829—1868 Кріштоф Кресс
- 1868—1875 Зено Вохмут
- 1875—1883 Франтішек Брохліт
- 1883—1892 Ян Ходоунскі
- 1892—1920 Йосефа Урбанкова
- 1920—1922 Богуміл Трнка
- 1922—1939 Легіо банк
- 1939—1945 Гестапо
- 1945—1947 Легіо банк
- 1947—1953 Армійський технічний департамент
- 1953—1993 Національна дослідницька компанія Тесла, Дослідницький інститут Тесла ім. А. С. Попова
- 1994-до тепер Європейська Баптистська Федерація

## Галерея

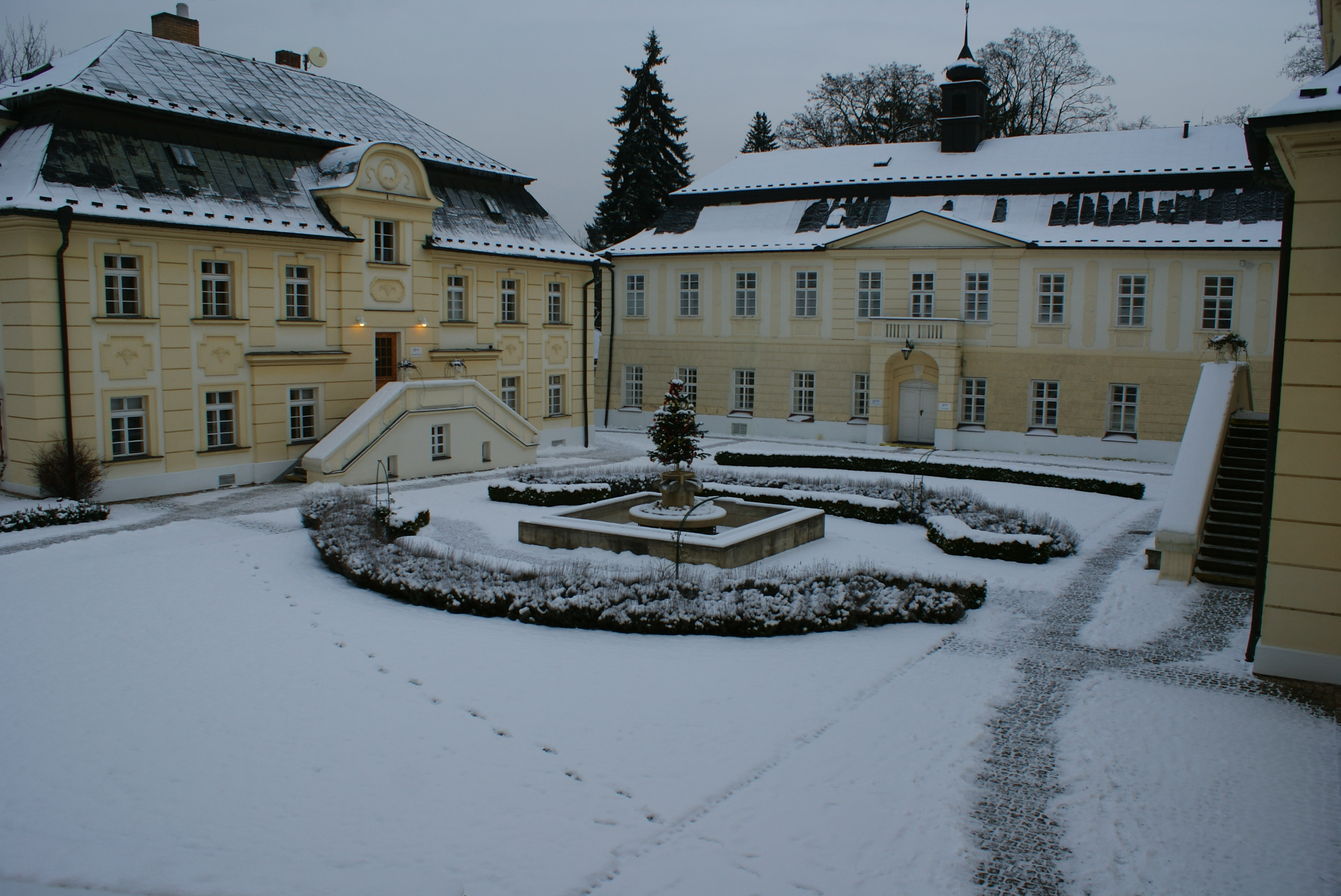
Внутрішній двір замку Єнералка
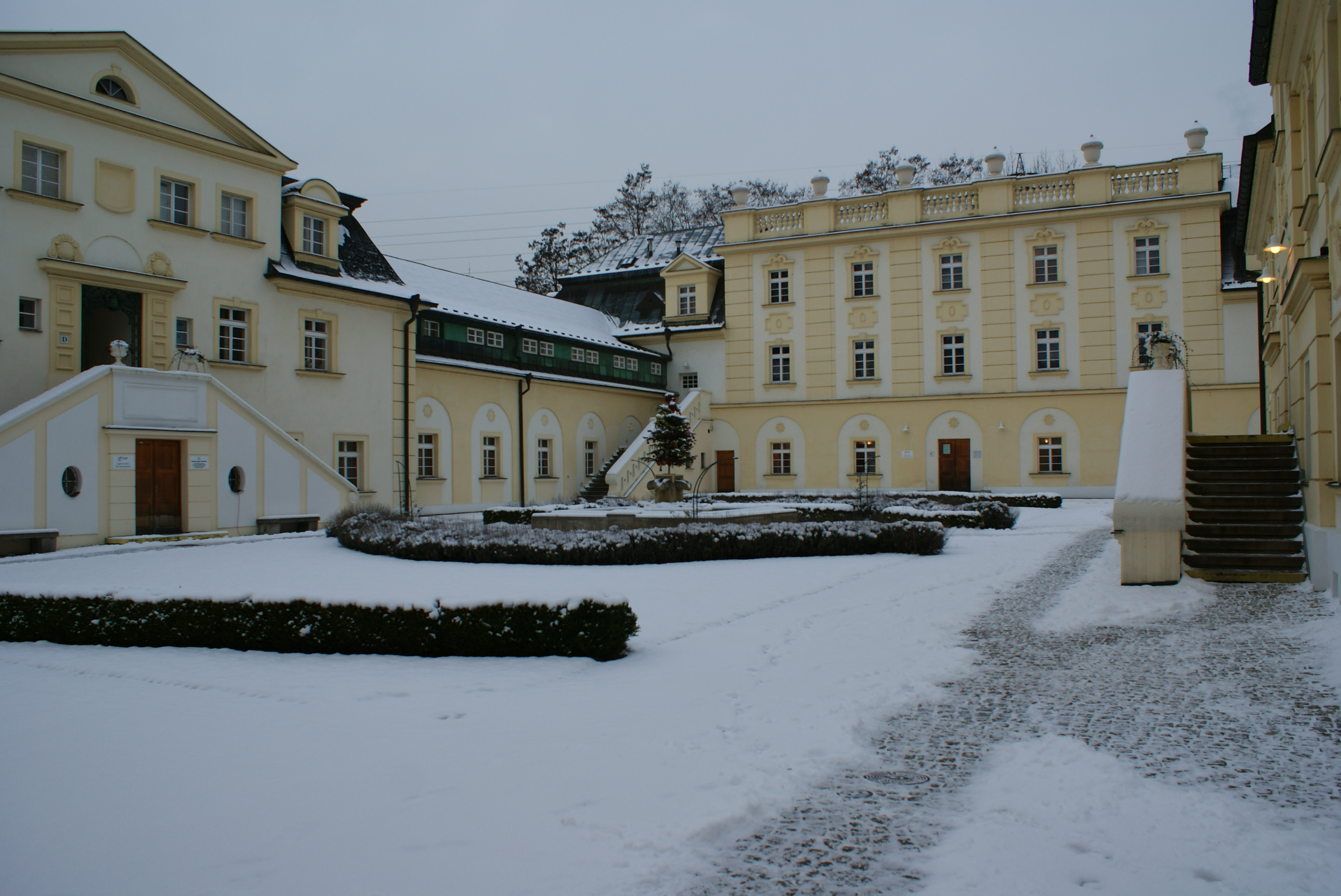
Вид на будинок С
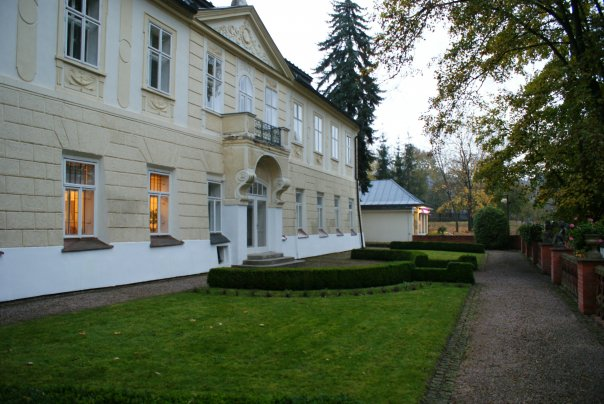
Фасад головного будинку
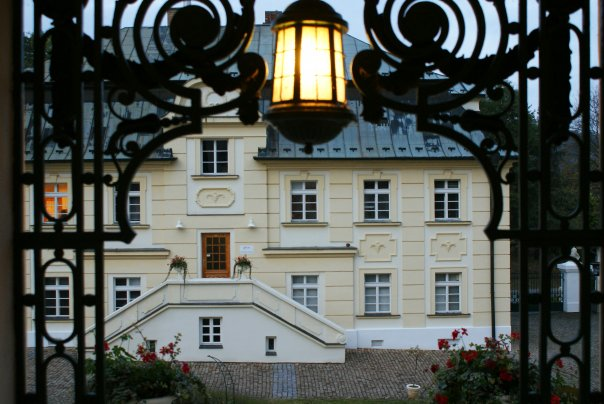
Вид на будинок В
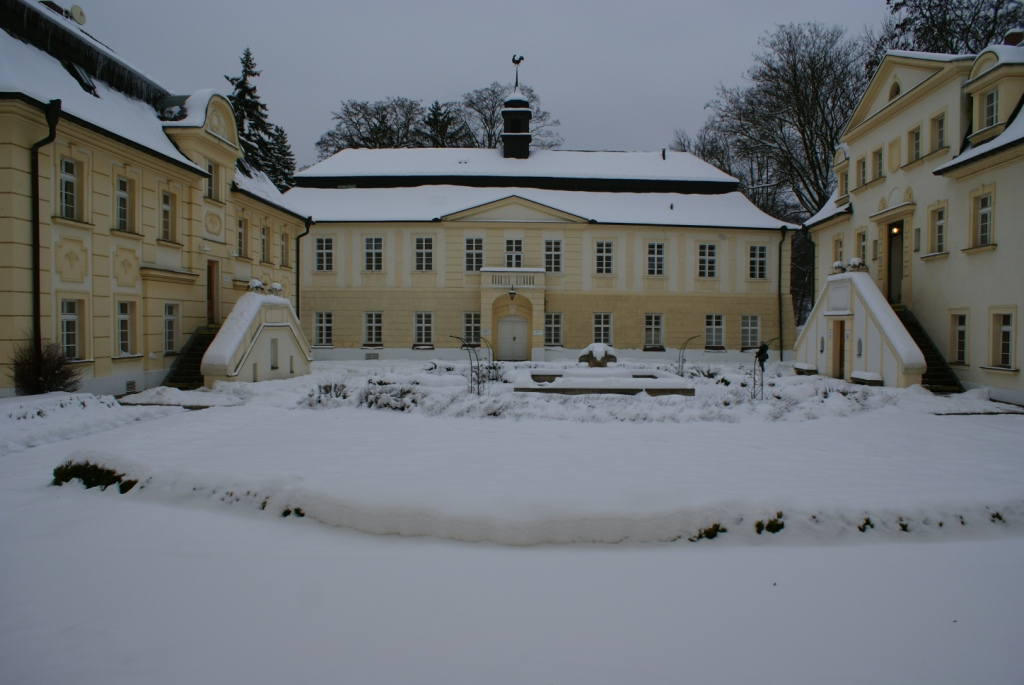
Вид на замок Єнералка з внутрішнього двору